# Старинкевич Сократ Іванович
Сократ Іванович Старинкевич (18 (30) грудня 1820, Таганрог — 10 (23) серпня 1902, Варшава) — президент (міський голова) Варшави, генерал від артилерії.

## Життєпис
Народився в Таганрозі в сім'ї Івана Олександровича Старинкевича.
Після закінчення Московського дворянського інституту, вступив у службу 11 лютого 1836 року. Закінчив Артилерійське училище і офіцерські класи цього училища, отримав звання прапорщика (14 квітня 1840 року), потім підпоручника (1 липня 1841 року) і поручнника (6 липня 1842 року).
Служив старшим ад'ютантом 2-го кінно-артилерійського дивізіону (від 2 жовтня 1845 року до 12 липня 1847 року), потім ад'ютантом при черговому генералі армії (від 8 жовтня 1848 року до 1 липня 1849 року). Учасник Угорської кампанії 1848 року.
Від 1 лютого 1857 року до 28 вересня 1862 року Старинкевич був начальником відділення та черговим штаб-офіцером при начальнику головного штабу 1-ї армії; 1 січня 1859 року за відмінну службу він був проведений у полковники.
Від 2 травня 1863 року до 30 серпня 1868 року обіймав посаду управителя канцелярії Новоросійського і Бессарабського генерал-губернатора П. Д. Коцебу, потім був призначений херсонським губернатором. 24 жовтня 1863 року проведений в генерал-майори зі старшинством на підставі Маніфесту 1762 року (з моменту проведення однолітків у чин полковника; згодом установлено від 27 березня 1868 року). 11 листопада 1871 року вийшов у відставку. Деякий час керував маєтками князя Демидова-Сан-Донато в Подільській та Київській губерніях і зумів значно збільшити дохід від них.

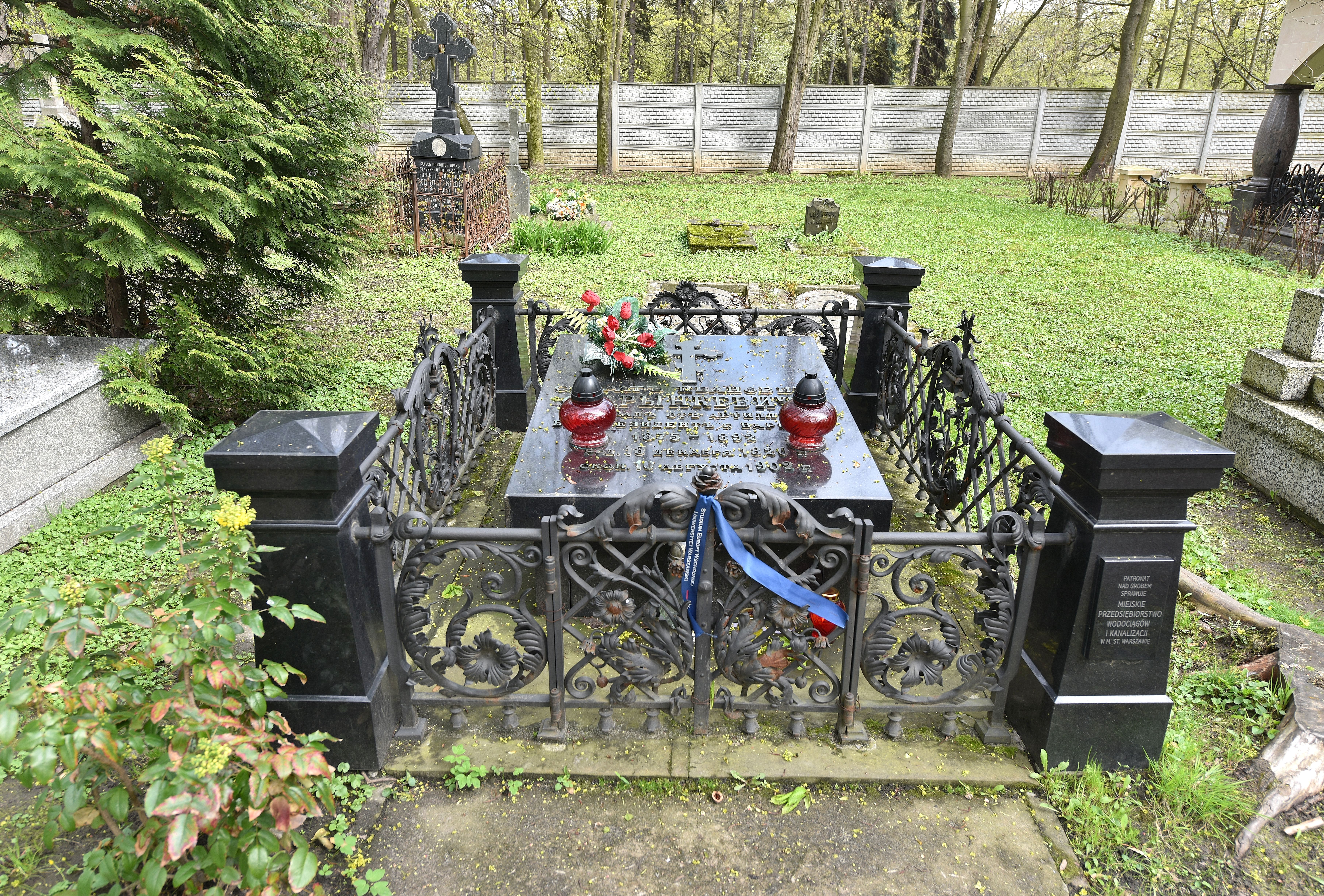
Могила С. І. Старинкевича на православному цвинтарі Варшави

16 жовтня 1875 року знову прийнятий на службу (зі старшинством у чині генерал-майора від 20 березня 1870 року), за пропозицією Варшавського генерал-губернатора Коцебу отримавши призначення президентом Варшави. 30 серпня 1879 року проведений у генерал-лейтенанти. Був ініціатором проведення в місті водогону та каналізаційної системи, а також конки. За 17 років правління Старинкевича було вимощено вулиці Варшави, встановлювалося освітлення, розбивалися міські сквери, побудовано газовий завод. Мав репутацію чесного і порядного у фінансовій діяльності адміністратора. 30 серпня 1892 року проведений у генерали від артилерії зі звільненням від служби з мундиром і пенсією, залишився жити у Варшаві.
Помер 1902 року, похований на православному кладовищі у Варшаві.
1907 року у Варшаві встановили пам'ятник Старинкевичу — бронзовий бюст на постаменті з рожевого подільського мармуру. Це був єдиний пам'ятник російському діячеві, вцілілий у часи ІІ Польської Республіки. Під час німецької окупації у Другу світову війну бронзові частини пам'ятника було знято для переплавлення, але зберігся постамент. 1996 року пам'ятник відновлено управлінням варшавського водогону. Однак він знаходиться на закритій охоронюваній території водогінних споруд, тому його відвідування утруднено.

## Нагороди
російські
- орден Св. Анни 3-го ст. з бантом (1849)
- орден Св. Володимира 4-го ст. з бантом (1854)

- орден Св. Володимира 2-го ст. (1876)
- орден Білого орла (1882)

іноземні
- австрійський орден Залізної корони 3-го ст. (1849)